# Caye Verte
Caye Verte est un îlot de l'île de Saint-Martin. Il fait partie de la collectivité d'outre-mer française de Saint-Martin et de la réserve naturelle nationale de Saint-Martin.